# Sebastianstraße (Berlin)
Die Sebastianstraße liegt in den Berliner Ortsteilen Mitte (Hausnummern 1–61) und Kreuzberg (Hausnummern 69–88). Sie ist nach der Sebastiankirche (später Luisenstadt-Kirche) benannt, die im ehemaligen Köpenicker Viertel (später Luisenstadt) bis 1965 stand. Da Kreuzberg in West-Berlin und Mitte in Ost-Berlin lag, teilte die Sektorengrenze und ab 1961 die Berliner Mauer auch die Sebastianstraße.

## Verlauf und Geschichte
Die Straße beginnt im Norden an der Alten Jakobstraße und verläuft in südöstlicher Richtung bis zur Dresdener Straße. In Höhe der Alten Jakobstraße wurde 1694 auf Initiative des Kirchenvorstehers Sebastian Nethe der Grundstein für eine Kirche gelegt. Ihm zu Ehren erhielt sie den Namen Sebastiankirche mit der angrenzenden Kirchgasse (die heutige Sebastianstraße). Um 1723 wurde sie in Kirchstraße und Mitte des 18. Jahrhunderts in Sebastiankirch-Gasse umbenannt. 1839 erfolgte die bis heute verwendete Bezeichnung Sebastianstraße, während die Kirche zwei Jahre zuvor zu Ehren von Luise von Mecklenburg-Strelitz in Luisenstadt-Kirche umbenannt worden war.
Die Berliner Mauer teilte ab dem 13. August 1961 die Straße der Länge nach: Die Häuser mit den Hausnummern 1–3 lagen in Ost-Berlin, die Häuser 81–87 auf der gegenüberliegenden Seite in West-Berlin. Dort durften Fußgänger den Gehweg benutzen, der seit 1945 zum Sowjetischen Sektor gehörte. Auf Ost-Berliner Seite wurde der Häuserblock Sebastian-/Luckauer Straße wenig später abgerissen.

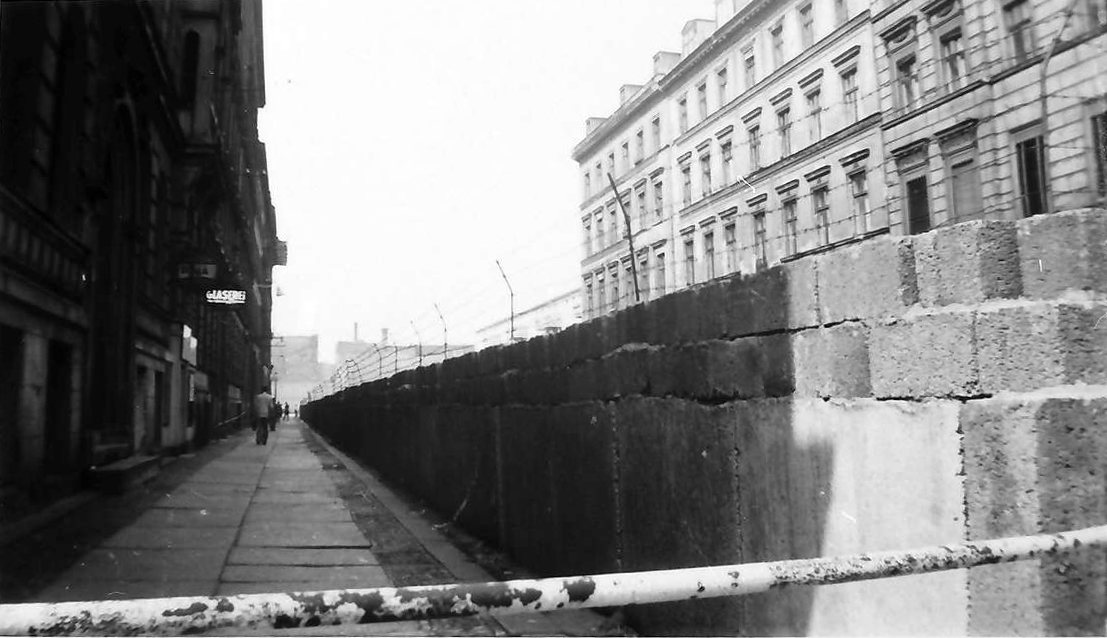
Gehweg entlang der Berliner Mauer, 1961
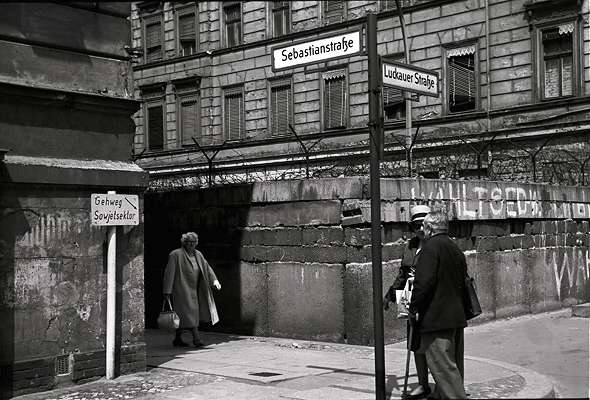
Gehweg entlang der Mauer, 1965
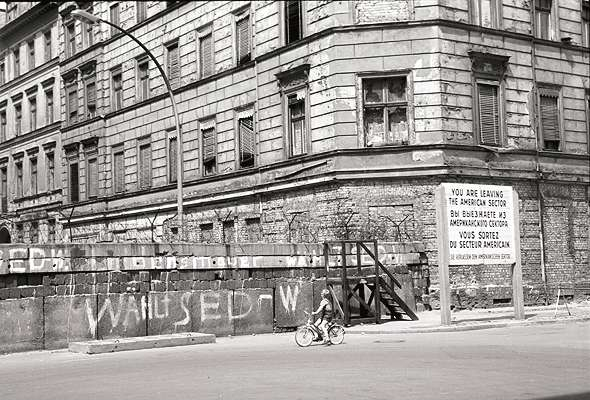
Berliner Mauer, dahinter die Häuserzeile Sebastianstraße 1–3, 1965

## Fluchttunnel Sebastianstraße 82

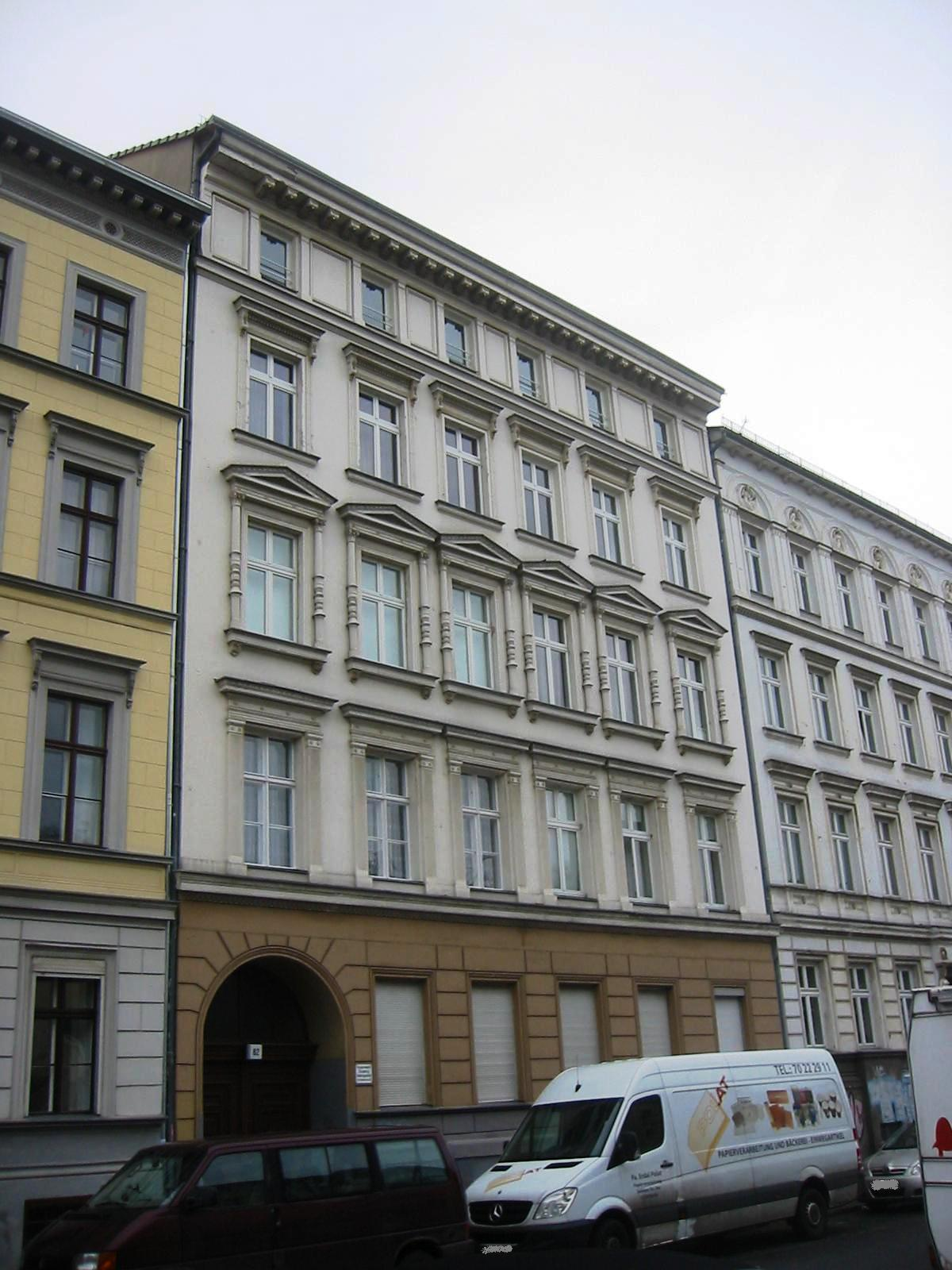
Berlin-Kreuzberg, Sebastianstraße 82:
Von diesem Haus auf West-Berliner Seite wurde ein Fluchttunnel in den Osten gegraben

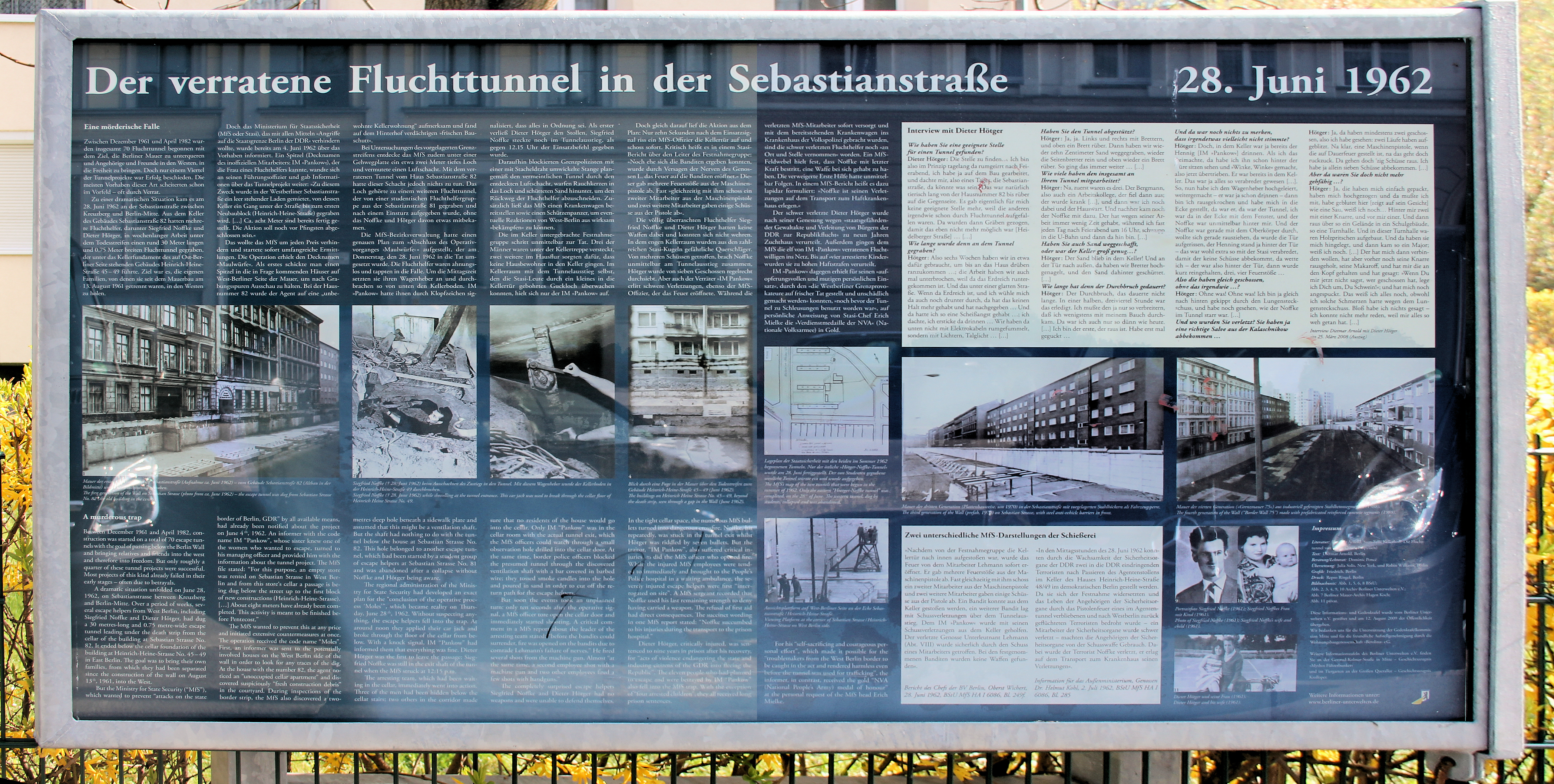
Informationstafel gegenüber dem Haus Sebastianstraße 82, von dem aus ein Fluchttunnel in den Osten gegraben wurde

Während der Zeit der Teilung sind für die Jahre 1961–1982 insgesamt 70 Fluchttunnel bekannt, mit denen versucht wurde, Angehörige und Freunde nach West-Berlin zu bringen. Vom Haus Sebastianstraße 82 aus wurde im Frühjahr/Sommer 1962 solch ein Tunnel gegraben. Unter Leitung der Fluchthelfer Siegfried Noffke und Dieter Hötger entstand so ein rund 30 Meter langer und rund 75 Zentimeter breiter Tunnel, der bis unter das Kellerfundament des Gebäudes in der Heinrich-Heine-Straße 45–49 reichte. Geplant war, am 28. Juni 1962 Angehörige nach West-Berlin zu bringen. Das Ministerium für Staatssicherheit (MfS) war jedoch seit dem 4. Juni durch den Inoffiziellen Mitarbeiter „Pankow“ über das Projekt informiert und observierte die Arbeiten. Unter dem Decknamen „Maulwürfe“ wurde zunächst auf West-Berliner Seite nach Spuren von Erdarbeiten gesucht. Man entdeckte dabei neben den Erdarbeiten in Haus 82 ein rund zwei Meter tiefes Loch, das jedoch zu einem nicht weiter verfolgten Tunnel aus Haus Nummer 81 gehörte. Am 28. Juni durchbrachen die Fluchthelfer mit Hilfe eines Wagenhebers den Kellerboden und liefen um 12:15 Uhr in die vorbereitete Falle. Kurz nach dem Einsatzsignal eröffnete ein MfS-Offizier das Feuer auf Noffke und Hötger, die unbewaffnet waren. Noffke starb an seinen Schusswunden, Hötger wurde schwer verletzt. Durch Querschläger wurden jedoch auch der Offizier sowie der IM „Pankow“ verwundet. Hötger wurde wie die elf Fluchtwilligen wegen sogenannter „Republikflucht“ zu einer hohen Haftstrafe verurteilt. Der Inoffizielle Mitarbeiter wurde von Erich Mielke mit der Verdienstmedaille der Nationalen Volksarmee in Gold ausgezeichnet. Seit 2009 erinnert eine Informationstafel in der Straße an das Geschehen.

## Künstlerische Darstellung
- Eine künstlerische Darstellung des Mauerverlaufs der Sebastian-/Luckauer Straße entstand 1977 unter dem Titel Gelbe Mauer vom deutschen Maler und Bildhauer Rainer Fetting. Das Werk ist in der Berlinischen Galerie zu sehen.[5]
- Seit September 2012 wird am Checkpoint Charlie ein 360-Grad-Panorama der Sebastianstraße zur Zeit der Berliner Mauer gezeigt. Es wurde vom Künstler Yadegar Asisi gestaltet.[6] und steht in einem eigens errichten Rundbau. Es ist 900 Quadratmetern groß,[7] 15 Meter hoch und 60 Meter lang.[8]

## Sonstiges
- Das Haus mit der Nummer 87 ist ein Schauplatz in dem Film Possession mit Sam Neill und Isabelle Adjani.
- Am Abend des 26. Februar 2024 wurde die als Mitglied der terroristischen Vereinigung Rote Armee Fraktion (RAF) gesuchte und unter falschem Namen in der Sebastianstraße 73 lebende Daniela Klette in ihrer Wohnung festgenommen.